# Cảnh khuyển

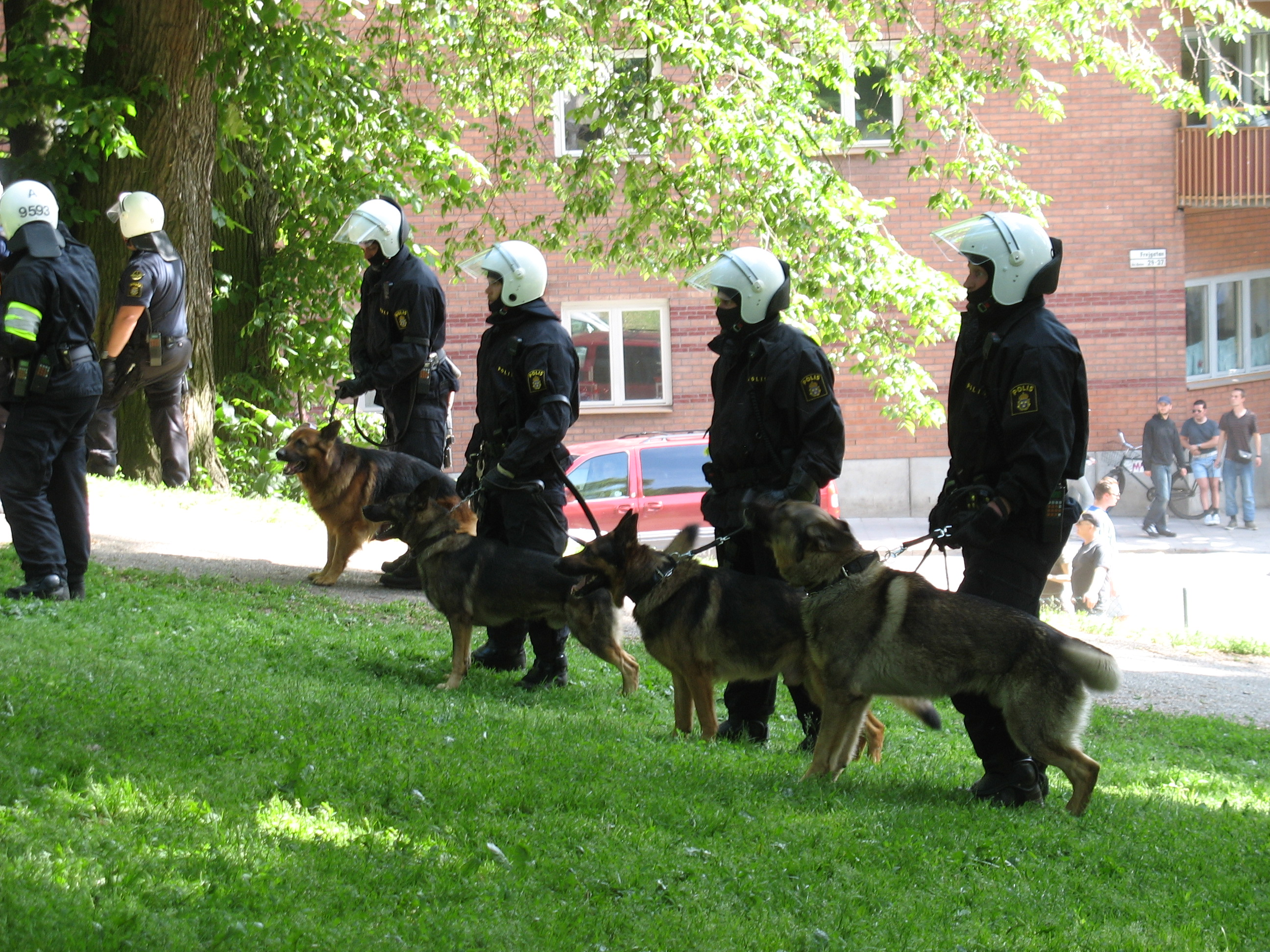
Một cảnh khuyển giống Berger Đức đang tác vụ tại một cuộc biểu tình ở Thụy Sĩ năm 2007.

Cảnh khuyển là chó được huấn luyện đặc biệt để hỗ trợ trong công việc của cảnh sát, chẳng hạn như tìm kiếm ma túy và chất nổ, tìm kiếm những người bị mất tích, tìm kiếm bằng chứng hiện trường vụ án, và bảo vệ những người điều khiển chúng. Cảnh khuyển phải nhớ và hiểu một số động tác ra lệnh bằng tay hoặc bằng giọng nói. Giống chó phổ biến nhất được sử dụng là chó béc-giê Đức.
Luật ở một số nơi quy định, làm bị thương hoặc sát hại cảnh khuyển là một trọng tội.